# Parsley, Sage, Rosemary and Thyme
Parsley, Sage, Rosemary and Thyme este un album al lui Simon și Garfunkel lansat în Statele Unite pe 10 octombrie 1966. Numele său derivă din cel de-al doilea vers al primului cântec de pe album, "Scarborough Fair/Canticle", un cântec folk englez din secolul 16 al cărui text dezbate povestea unui soldat. Albumul s-a clasat pe locul 4 în topurile americane. A fost produs de Bob Johnston pentru Columbia Records. 

## Tracklist
1. "Scarborough Fair/Canticle" (Tradițional, aranjament de Paul Simon și Art Garfunkel) (3:10)
2. "Patterns" (2:42)
3. "Cloudy" (Paul Simon, Bruce Woodley) (2:10)
4. "Homeward Bound" (2:30)
5. "The Big Bright Green Pleasure Machine" (2:44)
6. "The 59th Street Bridge Song (Feelin' Groovy)" (1:43)
7. "The Dangling Conversation" (2:37)
8. "Flowers Never Bend with the Rainfall" (2:10)
9. "A Simple Desultory Philippic (Or How I Was Robert McNamara'd into Submission)" (2:12)
10. "For Emily, Whenever I May Find Her" (2:04)
11. "A Poem on the Underground Wall" (1:52)
12. "7 O'Clock News/Silent Night" (Josef Mohr, Franz Gruber) (2:01)

- Toate cântecele au fost scrise de Paul Simon cu excepția celor notate.

## Single-uri
- "Homeward Bound" (1966)
- "The Big Bright Green Pleasure Machine" (1966)
- "The Dangling Conversation" (1966)
- "Scarborough Fair/Canticle" (1968)

## Componență
- Paul Simon - voce, chitară
- Art Garfunkel - voce, pian
- Joe South - chitară
- Carol Kaye - chitară bas pe "Scarborough Fair/Canticle" și "Homeward Bound"
- Eugene Wright - bas pe "The 59th Street Bridge Song (Feelin' Groovy)"
- Joe Morello - tobe pe "The 59th Street Bridge Song (Feelin' Groovy)"